# Renato Fucini

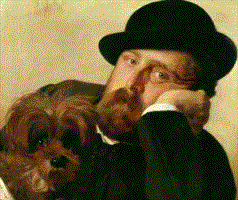
Retrato de Renato Fucini

Renato Fucini, que escribía bajo el pseudónimo literario Neri Tanfucio (Monterotondo Marittimo, Pisa, 1843 - Empoli, Florencia, 1921), fue un poeta y escritor italiano del verismo.

## Biografía
Hijo de un médico, es autor de sonetos en dialecto pisano, y de descripciones de tipo humorístico de la vida popular, como Las veladas de Neri 1889. Alcanzó la popularidad con escenas y cuadros costumbristas breves de las comarcas de la Toscana marítima e interior. unas veces su curiosidad se orienta en el sentido de unacompasión sincera hacia las clases humildes, y otras, al propio tiempo que ensarta adagios y proverbios al modo toscano se diluye en una comicidad que resulta a menudo caricaturesca. Sus mejores páginas se encuentran en la descripción de las costumbres rurales.

## Obras
- Cento sonetti in vernacolo pisano di Neri Tanfucio (1872)
- Napoli a occhio nudo: Lettere ad un amico (1877)
- Cinquanta nuovi sonetti in vernacolo (1879)
- Le veglie di Neri: paesi e figure della campagna Toscana (primera edición: 1882)
- All'aria aperta (1887)
- Le poesie di Neri Tanfucio con l'aggiunta di 50 nuovi sonetti in vernacolo (1892)
- Poesie in vernacolo Pisano, in Lingua (1898)
- Il mondo nuovo : Libro di Lettura per la Terza classe elementare (1901)
- Il mondo nuovo : Libro di Lettura per la Quarta classe elementare (1904)
- Il bambino di gommelastica: racconto, traduzione libera di Renato Fucini dal russo di D. V. Grigorovitch (1910)
- Nella campagna toscana: tre nuovi racconti: Castore e Polluce, Tigrino, Il signor colonnello (1908)
- Poesie in lingua (1920)
- Acqua passata: storielle e aneddoti della mia vita (1921)
- Foglie al vento (póstumo, 1922)
- Il ciuco di Melesecche: storielline in prosa e in versi (póstumo, 1922)
- La maestrina: Novella (póstumo, 1922)
- Lettere all'amico dei fichi d'India (póstumo, 1943)

- Datos: Q2566618
- Multimedia: Renato Fucini / Q2566618